# 자궁적출술

자궁적출술(子宮摘出術, 영어: hysterectomy)은 자궁을 제거하는 수술이다. 자궁절제술(子宮切除術)이라고도 한다. 자궁 경관, 난소, 나팔관, 그리고 기타 주변 구조물들의 제거가 동반될 수도 있다.
보통은 여성의학과에 의해 수행되는 자궁적출술은 자궁체, 기저부, 자궁경부를 완전히 들어내는 것(complete)과, 자궁경관을 그대로 두면서 자궁체를 들어내는 것(supracervical)으로 나눌 수 있다. 가장 흔히 수행되는 여성의학적 수술이다. 2003년에 미국에서만 600,000건 이상의 자궁적출술이 수행되었는데, 이 가운데 90% 이상이 양성 질환으로 인하여 진행된 것이다. 산업화된 세계에서 비율이 가장 높다보니 이는 보증되지 않는, 불필요한 이유로 인해 자궁적출술이 폭넓게 진행되고 있다는 커다란 비판에 휩싸이게 되었다.
자궁을 적출하면 성교는 가능하더라도 아이를 가질 수 없으며(난소와 나팔관을 제거하므로) 장기간 영향을 미칠뿐 아니라 수술적 위험도 있으므로 수술은 다른 치료적 선택사항이 없거나 실패에 이를 경우에 일반적으로 권고된다. 비양성 질환에서는 수많은 경우 좋은 대안들이 있기 때문에 자궁적출술의 빈도는 떨어질 것으로 예측된다.
자궁적출술은 자궁암의 위험을 줄이기 위해 종종 난소적출술과 함께 수행된다. 그러나 최근 연구에 따르면 긴급한 질환 없는 예방난소절제는 여성의 장기간의 생존률을 떨어트리며 다른 심각한 부작용을 초래할 수 있다. 이러한 영향은 폐경전 여성에게만 국한되지는 않는다. 이미 폐경에 진입한 여성이라 할지라도 자궁적출술 후에는 장기간 생존률 감소를 경험할 수 있다.

## 같이 보기
- 자궁 이식
- 자궁내막암